# USS Vincennes (1826)
USS Vincennes — 703-тонный шлюп типа «Бостон», входивший в состав военно-морского флота Соединенных Штатов с 1826 по 1865 год. За время своей службы «Винсеннес» патрулировал Тихий океан, исследовал Антарктиду и участвовал в блокаде побережья Мексиканского залива во время Гражданской войны. Названный в честь Венсенского сражения во время войны за независимость США, он стал первым военным кораблем США, совершившим кругосветное плавание.

## Строительство в Бруклине
Vincennes — первый американский корабль, получивший такое название, — был одним из десяти военных шлюпов, строительство которых было санкционировано Конгрессом 3 марта 1825 года. Он был заложен в Нью-Йорке в 1825 году, спущен на воду 27 апреля 1826 года и введён в эксплуатацию 27 августа 1826 г., под командованием главного коменданта Уильяма Комптона Болтона.

## Первый кругосветный круиз
Корабль впервые отправился в плавание 3 сентября 1826 года из Нью-Йорка, направляясь в Тихий океан через мыс Горн. Он много путешествовал по этому океану, посетив Гавайские острова в 1829 году и добравшись до Макао к 1830 году под командованием командира Уильяма Б. Финча:pp.208–9 . Обратный путь он проделала через Китай, Филиппины, Индийский океан и мыс Доброй Надежды. Корабельный капеллан Чарльз Сэмюэл Стюарт опубликовал книгу о путешествии. 8 июня 1830 года, спустя почти четыре года, «Винсеннес» вернулся в Нью-Йорк, став первым кораблем ВМС США, совершившим кругосветное плавание. Через два дня корабль был выведен в резерв.

## Операции в Вест-Индии и на Гуаме
После ремонта и повторного ввода в эксплуатацию Vincennes затем действовал в Вест-Индии и Мексиканском заливе в составе Вест-Индийской эскадры в 1831—1832 годах. После долгого приступа желтой лихорадки в 1833 году он был снова на время выведен из эксплуатации, прежде чем снова отправиться в плавание.
В 1833 году он отправился во второй поход в Тихий океан, став первым американским военным кораблем, зашедшим на Гуам. Он снова совершил кругосветное плавание, чтобы вернуться на восточное побережье США в июне 1836 года.

## Поддержка экспедиции Уилкса

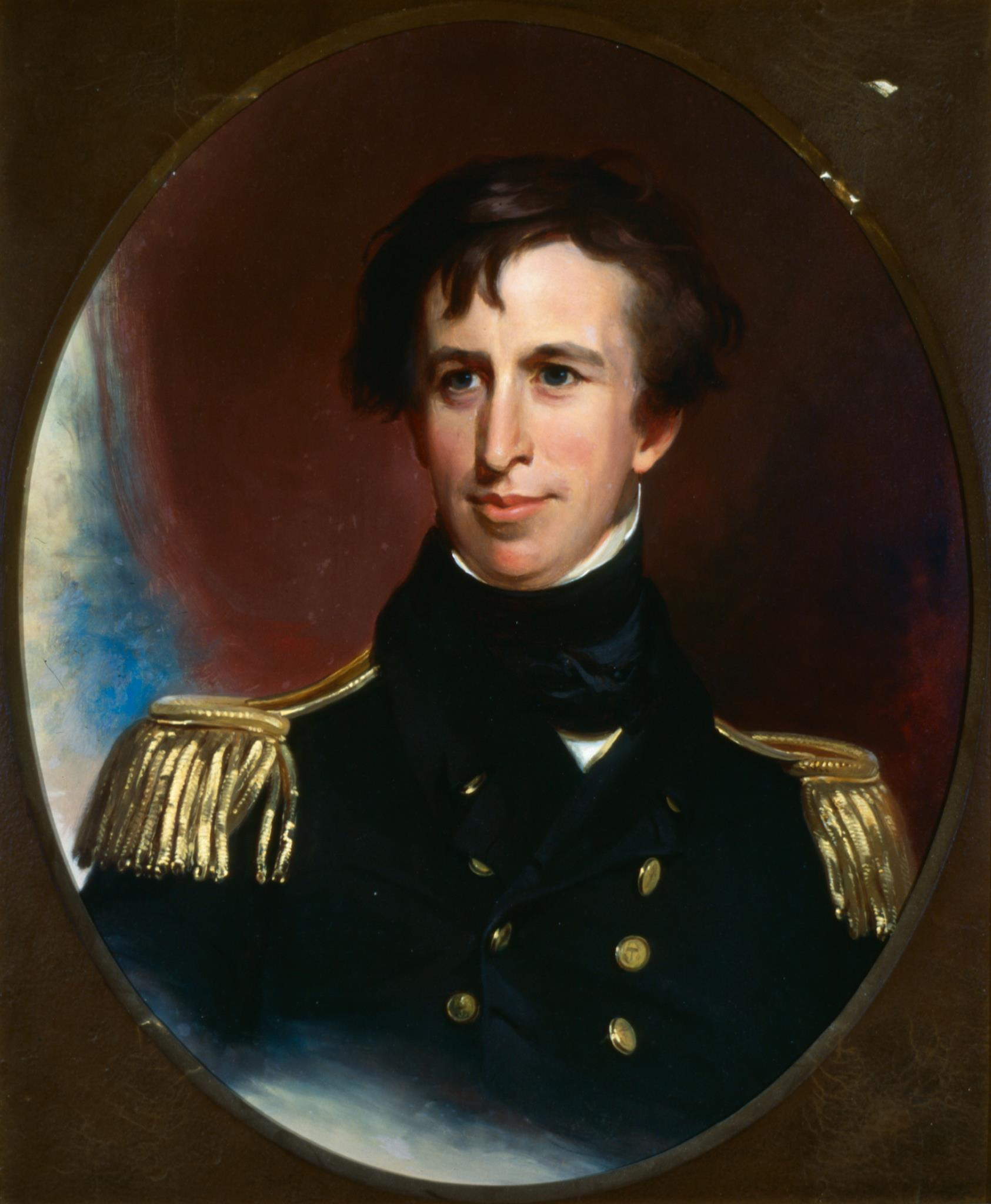
Лейтенант Чарльз Уилкс, командующий исследовательской экспедицией Соединенных Штатов 1838—1842

Выведен в резерв в 1836 году, прошёл реконструкцию, получив спардек над главной палубой, после чего назначен флагманским кораблём Исследовательской экспедиции Южного моря, направлявшейся в Антарктику.
Экспедиция под командованием лейтенанта Чарльза Уилкса отплыла из Хэмптон-Роудс в августе 1838 года и провела исследования побережья Южной Америки, а затем в начале 1839 года провела краткое исследование Антарктиды. Войдя в южную часть Тихого океана в августе и сентябре 1839 года, её картографы составили карты этой области, которые используются до сих пор.
После завершения геодезических и других научных работ вдоль западного побережья Южной Америки и в южной части Тихого океана Vincennes прибыл в Сидней, Австралия, ставший базой для похода к Антарктиде. 30 ноября 1839 года под покровом темноты Vincennes незамеченным вошёл в гавань Сиднея, выявив тем самым недостаточный уровень защиты Сиднея. С середины января по середину февраля 1840 года шлюп действовал вдоль ледяного побережья самого южного континента. Побережье, вдоль которого плыл корабль, сегодня известно как Земля Уилкса, название, появившееся на картах ещё в 1841 году.
Оставшаяся часть плавания включала посещение островов южной части Тихого океана, Гавайев, района реки Колумбия, Пьюджет-Саунд, Калифорнии, острова Уэйк, Филиппин и Южной Африки.

## Служба в конце войны и списание
До конца войны Vincennes находился у Шип-Айленда (англ. Ship Island). 28 августа 1865 года шлюп был поставлен на постоянную консервацию на Бостонской верфи и списан из состава флота. 5 октября 1867 года шлюп был продан на открытом аукционе за 5000 долларов, так завершилась карьера одного из самых поплававших кораблей американского флота.